# Саут-Бич (Флорида)
Саут-Бич (англ. South Beach) — статистически обособленная местность, расположенная в округе Индиан-Ривер (штат Флорида, США) с населением в 3457 человек по статистическим данным переписи 2000 года.

## География
По данным Бюро переписи населения США статистически обособленная местность Саут-Бич имеет общую площадь в 17,87 квадратных километров, из которых 6,99 кв. километров занимает земля и 10,88 кв. километров — вода. Площадь водных ресурсов округа составляет 60,88 % от всей его площади.
Статистически обособленная местность Саут-Бич расположена на высоте уровня моря.

## Демография
По данным переписи населения 2000 года в Саут-Бич проживало 3457 человек, 1220 семей, насчитывалось 1610 домашних хозяйств и 2066 жилых домов. Средняя плотность населения составляла около 193,45 человек на один квадратный километр. Расовый состав населённого пункта распределился следующим образом: 98,15 % белых, 0,58 % — чёрных или афроамериканцев, 0,09 % — коренных американцев, 1,01 % — азиатов, 0,12 % — представителей смешанных рас, 0,06 % — других народностей. Испаноговорящие составили 1,36 % от всех жителей статистически обособленной местности.
Из 1610 домашних хозяйств в 15,1 % воспитывали детей в возрасте до 18 лет, 72,7 % представляли собой совместно проживающие супружеские пары, в 2,4 % семей женщины проживали без мужей, 24,2 % не имели семей. 21,5 % от общего числа семей на момент переписи жили самостоятельно, при этом 15,9 % составили одинокие пожилые люди в возрасте 65 лет и старше. Средний размер домашнего хозяйства составил 2,14 человек, а средний размер семьи — 2,45 человек.
Население статистически обособленной местности по возрастному диапазону по данным переписи 2000 года распределилось следующим образом: 13,7 % — жители младше 18 лет, 1,4 % — между 18 и 24 годами, 11,3 % — от 25 до 44 лет, 30,3 % — от 45 до 64 лет и 43,2 % — в возрасте 65 лет и старше. Средний возраст жителей составил 61 год. На каждые 100 женщин в Саут-Бич приходилось 93,2 мужчин, при этом на каждые сто женщин 18 лет и старше приходилось 91,6 мужчин также старше 18 лет.
Средний доход на одно домашнее хозяйство статистически обособленной местности составил 108 702 доллара США, а средний доход на одну семью — 126 755 долларов. При этом мужчины имели средний доход в 89 395 долларов США в год против 26 607 долларов среднегодового дохода у женщин. Доход на душу населения статистически обособленной местности составил 108 702 доллара в год. 1,4 % от всего числа семей в населённом пункте и 3,4 % от всей численности населения находилось на момент переписи населения за чертой бедности, при этом 8,0 % из них были моложе 18 лет и 3,0 % — в возрасте 65 лет и старше.